# Carl-Moltmann-Straße 15 (Barnin)

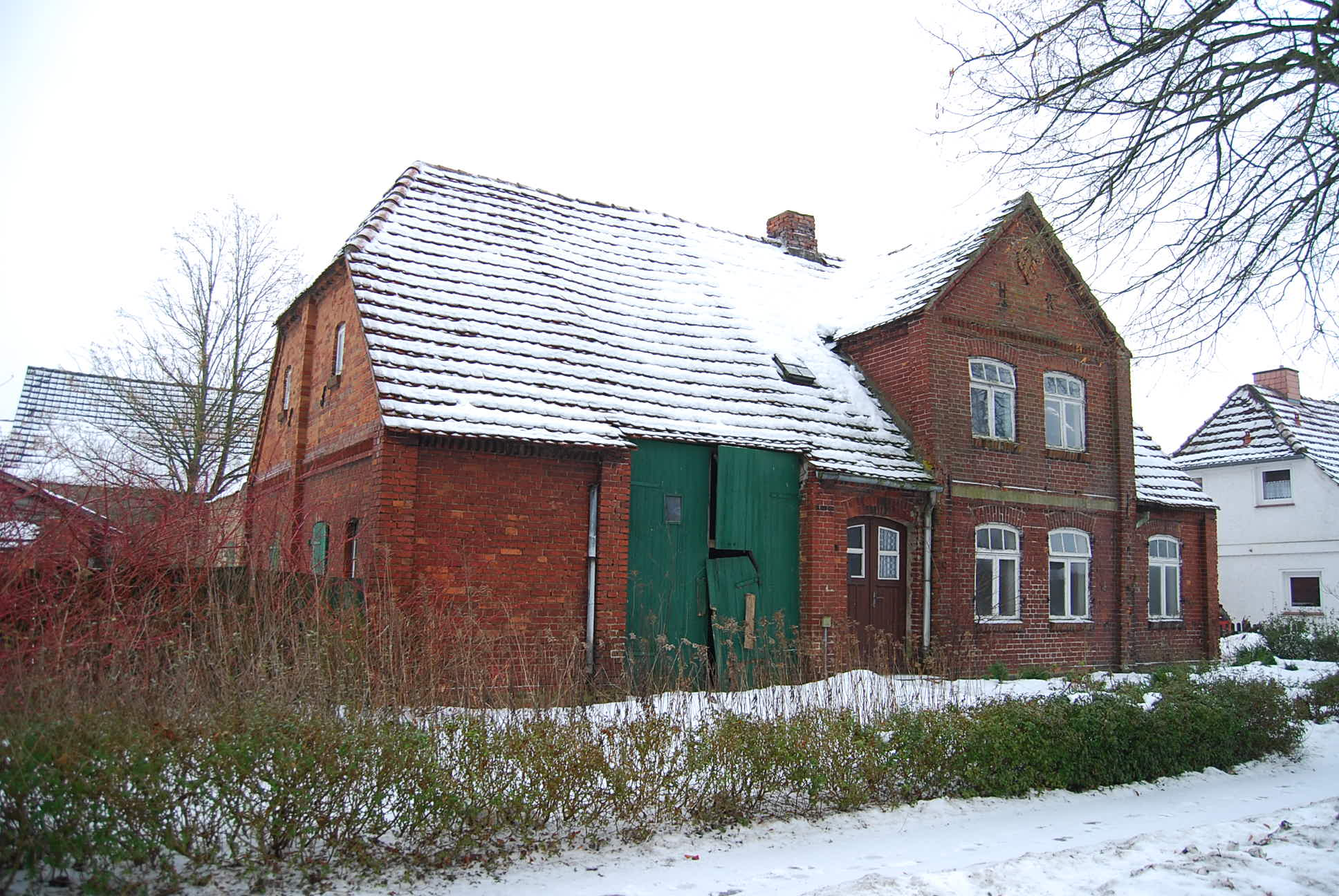
Gebäude Carl-Moltmann-Straße 15 in Barnin

Das Gebäude Carl-Moltmann-Straße 15 in Barnin, einer Gemeinde im Landkreis Ludwigslust-Parchim in Mecklenburg-Vorpommern, wurde im 19. Jahrhundert errichtet. Das ehemalige bäuerliche Anwesen eines Büdners ist ein geschütztes Baudenkmal.
Das eingeschossige Bauernhaus aus Backsteinmauerwerk besteht aus einem Wohnteil an der rechten Seite und einem Stall- und Scheunenteil an der linken Seite. Das Gebäude wird von einem Walmdach mit Ziegeln abgeschlossen. 
Das große Scheunentor ermöglichte den Zugang mit landwirtschaftlichen Fahrzeugen.